# Milan Marković Matthis
Milan Marković Matthis (zdaj Milan Ramšak Marković), srbsko-slovenski scenarist, dramaturg in dramatik, * 1978, Beograd

## Življenjepis
Prvo in drugo stopnjo študija je končal na Fakulteti za dramske umetnosti v Beogradu. Slovenskemu občinstvu je poznan predvsem po večletnemu uspešnemu sodelovanju z režiserjem Sebastjanom Horvatom; pri predstavah Cement (SNG Drama 2021); Ali, strah ti poje dušo (SNG Drama 2019); V republiki sreče (SNG Drama 2015); Mi evropski mrliči (SMG Ljubljana 2016) ter Nad grobom glupe Evrope (HNK Rijeka 2015).
Poleg dela na filmu, televiziji in v institucionalnem gledališču je aktiven tudi na neodvisni sceni uprizoritvenih umetnosti kot tudi na sceni sodobnega plesa. Njegove gledališke drame so postavljene v Srbiji, Sloveniji, na Hrvaškem, v Litvi in Angliji, objavljene pa v angleščini, slovenščini, nemščini, srbščini in v bosanskem jeziku. Kot dramaturg je delal pri predstavah v Sloveniji, Srbiji, Italiji, na Hrvaškem, Danskem in v Nemčiji. Pisal je scenarij za televizijski seriji Jutro će promeniti sve (Radio televizija Srbije 2019) in Otvorena vrata (Prva srpska televizija 2014), trenutno pa se v Srbiji snema film Yugo Florida (Sense production 2022) po njegovem scenariju. 

## Zasebno
Je soustanovitelj ljubljanskega zavoda Melara. Živi in dela v Ljubljani.

## Dramska besedila
- 2006 Dobro jutro, gospodine Zeko
- 2010 Da nam živi rad (soavtorstvo z Anđelko Nikolić)
- 2010 Pazi vamo / Zagreb gori
- 2011 Fejkbuk
- 2011 Dobar dečak
- 2012 Maja i ja i Maja
- 2013 Čišćenje idiota
- 2013 Idemo ispočetka (soavtorstvo s Ano Dubljević)
- 2019 Dan posle (soavtorstvo)
- 2021 Cement Beograd
- 2022 My name is Medeja
- 2023 Deževen dan v Gurlitschu
- 2023 Ena lepa apokalipsa

## Nagrade
- Grün-Filipičeva nagrado za dosežke na področju dramaturgije in teatrologije (2021)
- Priznanje za promocijo pomembnih socioloških tem v širši javnosti Slovenskega sociološkega društva (2019)
- Nagrada Borislav Mihajlovic Mihiz za dosežke na področju dramske pisave v Srbiji (2013)
- Grand Prix BITEF 2021 za predstavo Cement, Beograd
- Grand Prix, Nagrada publike in Nagrada kritike BITEF 2019 za predstavo Ali - strah ti poje dušo
- Nagrada kritike Boršnikovo srečanje 2019 za predstavo Ali - strah ti poje dušo
- Šeligova nagrada Teden slovenske drame 2016 za predstavo Hlapci